# José Miguel Zúñiga Martiarena
José Miguel Zúñiga Martiarena (Sant Sebastià, 21 d'agost de 1962) és un exfutbolista basc, que ocupava la posició de defensa.

## Trajectòria
Sorgeix de les categories inferiors de la Reial Societat. A la campanya 85/86, després de quatre anys al filial donostiarra, hi debuta a la màxima categoria. Eixe any encara alternaria els dos equips de l'entitat reialista. A la 86/87 ja es consolida a primera divisió, disputant 17 partits i marcant dos gols, mentre que a la posterior hi apareix en 20 ocasions.
L'estiu de 1989 fitxa pel Reial Oviedo, on disputa tres discretes temporades, en les quals, tot i gaudir de minuts, no acaba de consolidar-se com a titular, el mateix que ocorreria a la temporada 92/93, amb el CE Castelló a la categoria d'argent.
El defensa basc es retiraria al final de la campanya 93/94, després d'haver jugat eixa temporada a les files del Racing de Ferrol, de Segona Divisió B. En total, hi va sumar 100 partits i tres gols a la màxima categoria.